# Капротінія
Капротінія (Caprotinia) — свято римської богині Юнони Caprotinia і святкувалося жінками рабинями. Відзначалося 7 липня.

## Причини виникнення
Називають дві причини виникнення свята:
- У честь Nonae Caprotinae -свято римської богині Юнони Caprotinia. У цей день Ромулус зник під час Palus Caprae[1]
- У честь Caprificus. Піл час Галльської війни полонені римські жінки побачили зручний момент і дали сигнал для нападу римлянам на табір галів, що дозволило їх перемогти[2].